# زدنک پیچمان
زدنک پیچمان (چکی: Zdeněk Pičman; ۲۳ ژانویهٔ ۱۹۳۳ – ۶ ژوئیهٔ ۲۰۱۴) بازیکن فوتبال اهل چکسلواکی بود.
از باشگاه‌هایی که در آن بازی کرده‌است می‌توان به اشاره کرد.
وی همچنین در تیم ملی فوتبال چکسلواکی بازی کرده‌است.
وی در مسابقات کشوری و بین‌المللی در مجموع برندهٔ ۱ مدال نقره شده‌است.